# Projeto Café no Bule
O Projeto Café no Bule foi um projeto musical idealizado pelos músicos brasileiros Zeca Baleiro, Paulo Lepetit e Naná Vasconcelos. O título "Projeto Café no Bule" remete à expressão popular, tendo um significado de "aqui tem conteúdo".
O projeto surgiu do contato entre Zeca Baleiro, Naná Vasconcelos e o compositor Itamar Assumpção (morto em 2003) para a concepção de um disco. No meio deste processo estava Paulo Lepetit, que acompanhava Itamar. A partir de então, Zeca, Naná e Lepetit começaram a pensar em um projeto dos três.
Desta forma, em 04 de setembro de 2015, um CD de mesmo nome foi lançado, com o selo SESC. Entre os dias 4 e 7 de setembro de 2015 foram realizados quatro shows de lançamento do CD, em São Paulo. Porém, o percussionista Naná Vasconcelos não esteve presente devido à sua internação para tratar um câncer de pulmão, que meses mais tarde o vitimaria.

## Infos sobre o Álbum
A gravação durou dois anos, espaçados com três idas de Naná a São Paulo, onde Lepetit tem um estúdio em parceria com Baleiro. Os três compartilham as composições de letras e melodias, tendo cada um sido responsável por um destes elementos em cada faixa. Eles também tocaram a maioria dos instrumentos, dando ao projeto uma cara bem própria com o mínimo de elementos além do trio.
No dia 17 de maio foi divulgado que o álbum foi indicado ao Prêmio da Música Brasileira, em 2 categorias: "Álbum Projeto Especial", e "projeto visual"

### Faixas
Todas as canções compostas por Naná Vasconcelos, Paulo Lepetit e Zeca Baleiro, exceto onde indicado.
| N.º            | Título                   | Compositor(es)                        | Duração |  |
| 1.             | "Ciranda da meia-noite"  |                                       |         |  |
| 2.             | "Batuque na panela"      |                                       |         |  |
| 3.             | "A Dama do Chama-Maré"   |                                       |         |  |
| 4.             | "Tem Café no Bule"       |                                       |         |  |
| 5.             | "Caju"                   | Naná Vasconcelos e Vinicius Cantuária |         |  |
| 6.             | "Yellow taxi"            |                                       |         |  |
| 7.             | "Mosca de Bolo"          |                                       |         |  |
| 8.             | "Eu Vim Foi"             | Paulo Lepetit e Zeca Baleiro          |         |  |
| 9.             | "A Maré Tá Boa"          |                                       |         |  |
| 10.            | "Vou de Candonga"        |                                       |         |  |
| 11.            | "Xote do Tarzan"         |                                       |         |  |
| 12.            | "Bonne Chance [vinheta]" |                                       |         |  |
| 13.            | "Loa"                    |                                       |         |  |
| Duração total: | Duração total:           | Duração total:                        | 39:22   |  |

### Créditos Musicais
- Zeca Baleiro - voz, violão, guitarra, cavaco, ukelele e teclados
- Paulo Lepetit - voz, baixo, u-bass, violão, guitarra e teclados
- Naná Vasconcelos - voz, percussão variada e efeitos

#### Músicos Convidados
- Adriano Magoo – piano em "Caju" / acordeon em "Yellow Taxi" e "Xote do Tarzan"
- Aishá Lourenço – sampler em "Batuque na Panela" / percussões adicionais em "A Dama do Chama-Maré", "Caju", "Yellow Taxi", "Vou de Candonga", "Mosca de Bolo" e "Xote do Tarzan"
- Junior Mouriz – violino em "Vou de Candonga" / harmônica em "A Maré Tá Boa"
- Webster Santos – violão em "Ciranda da Meia-Noite" / cavaco em "Batuque na Panela" e "Caju"
- Tiquinho – trombone em "Batuque na Panela" / trombone e arranjo de metais em "A Dama do Chama-Maré"
- Jorge Ceruto – trompete em "A Dama do Chama-Maré"
- Hugo Hori – sax tenor em "A Dama do Chama-Maré" / flauta piccolo em "Mosca de Bolo"
- Lui Coimbra – cello em "Loa"
- Tuco Marcondes – guitarra e-bow em "Xote do Tarzan"
- Sidmar Vieira – trompete em "Ciranda da Meia-Noite" / flugelhorn em "Yellow Taxi"
- Luz Marina, Tata Fernandes e Vange Milliet – coro em "Ciranda da Meia-Noite", "Batuque na Panela", "A Dama do Chama-Maré", "Vou de Candonga" e "Loa"
- Yuri, Sara, Gabriel e Pedro – coro em "Loa"

#### Créditos e Infos Adicionais
- Produzido por Naná Vasconcelos, Paulo Lepetit e Zeca Baleiro
- Produção Executiva – Paulo Lepetit
- Gravado por Leonardo Nakabayashi, Maira Martucci, Paulo Lepetit e Zeca Baleiro no estúdio Outra Margem
- Assistente de Gravação – Yuri Milliet da Silva
- Mixado e Masterizado por Leonardo Nakabayashi no estúdio Banzai
- Projeto Gráfico – Marcos Faria
- Arte Final – Rodrigo Tarricone
- Roadie – Ricardo Nishida

## Prêmios e Indicações
| Ano  | Prêmio                          | Categoria              | Resultado | Ref   |
| ---- | ------------------------------- | ---------------------- | --------- | ----- |
| 2016 | 27° Prêmio da Música Brasileira | Álbum Projeto Especial | Venceu    | [ 5 ] |
| 2016 | 27° Prêmio da Música Brasileira | Projeto Visual         | Indicado  | [ 4 ] |